# Фёдорова, Наталия Юрьевна
Наталия Юрьевна Фёдорова (урожд. Лебедева; р. 9 мая 1971, Горький) — советская и российская спортсменка, специализирующаяся на игре в русские шашки. Международный гроссмейстер (2010),  Заслуженный мастер спорта России (2013),  чемпионка мира по версиям МАРШ (1993) и ФМЖД (2011), абсолютная чемпионка Европы по русским шашкам (2010).

## Биография
Наталия Лебедева родилась в семье шашистов. Её отец, шашечный тренер и мастер спорта СССР Юрий Лебедев, и мать, будущая шестикратная чемпионка СССР по русским шашкам Алевтина Лазаренко, поженились в 1970 году, и уже через год родилась дочь Наташа (её младший брат Андрей, мастер спорта по шашкам, родился в 1981 году).
В 14 лет Наташа Лебедева стала мастером спорта СССР, приняв участие в финале первенства страны среди женщин.В 15 лет стала чемпионкой РСФСР среди женщин, впоследствии выиграв это звание ещё четырежды. В 1990 году она завоевала бронзовую медаль чемпионата СССР по русским шашкам. В 1999 году ей было присвоено звание гроссмейстера Российской Федерации.
В 1993 году Наталия Лебедева поднялась на высшую ступень пьедестала на чемпионате мира по русским шашкам по версии Международной ассоциации русских шашек (МАРШ). В 1996 году она получила звание международного мастера. Затем долгое время её успехи оставались достаточно скромными — высшим результатом было второе место в чемпионате мира по быстрым шашкам 2005 года, а в чемпионатах мира и Европы с классическим контролем времени она в призёры не попадала. Только в 2009 году Наталия, уже выступая под фамилией мужа, также шашечного мастера (впоследствии гроссмейстера) Михаила Фёдорова, стала серебряным призёром чемпионата мира, на сей раз по версии Всемирной федерации шашек (ФМЖД).
В 2010 году в Болгарии Фёдорова стала абсолютной чемпионкой Европы по русским шашкам, победив в турнире с классическим контролем времени, а также в турнирах по быстрым и молниеносным шашкам. По итогам года она была удостоена звания международного гроссмейстера и шашечного «Оскара», как лучшая шашистка года. Год спустя в Санкт-Петербурге она завоевала второй в карьере титул чемпионки мира по русским шашкам, теперь по версии ФМЖД.
Наталия Фёдорова — старший преподаватель факультета физкультуры и спорта Нижегородского государственного университета, где работает уже больше десяти лет (её отец — профессор экономического факультета в этом же университете). Тема её кандидатской диссертации — «Интеллектуальные виды спорта и функциональное состояние организма». В 1994 году она закончила лечебный факультет Нижегородского медицинского института.